# Nejlepší ženská mého života
Nejlepší ženská mého života je česká filmová komedie z roku 1968 s Jiřím Sovákem v hlavní roli. Jde o poslední snímek režiséra Martina Friče. Humor snímku je postaven na vnitřním hlasu hlavního hrdiny, který ironicky komentuje dění kolem sebe, a který se pokouší o geniální podvod na poštovním úřadu v českém maloměstě. Kromě Sováka byl film velkou příležitostí i pro Milenu Dvorskou.

## Základní údaje
- Námět: Jaroslav Dietl
- Scénář: Jaroslav Dietl, Martin Frič
- Hudba: Dalibor C. Vačkář
- Kamera: Jan Roth
- Režie: Martin Frič
- Hrají: Jiří Sovák, Milena Dvorská, Iva Janžurová, Ivanka Devátá, Čestmír Řanda, Vladimír Hlavatý, Zdeněk Řehoř, Josef Větrovec, Jarmila Smejkalová
- Další údaje: černobílý, 86 min, komedie
- Výroba: Ústřední půjčovna filmů, 1968